# 新店線
新店線為台北捷運營運中的路線，屬於高運量系統，全線皆為地下路線；行經路線與已經廢止的原臺灣鐵路管理局新店線相近。路線北起中正紀念堂站，沿羅斯福路、北新路，到終點新店站，全長9.3公里。在通車初期原本與淡水線直通營運，後於2014年11月15日改為與松山線和小南門線直通，合稱松山新店線（又稱「綠線」）。另有小碧潭支線於七張站分出。

## 簡介
新店線「中正紀念堂－古亭」段最初在1998年通車時與中和線一同直通淡水線，營運模式為「淡水－南勢角」，直到1999年11月11日在全線正式通車至新店站後，改為「淡水－新店」列車。新店線列車於2014年11月15日起與松山線和小南門線直通運行，由新店站與台電大樓站發車往松山站。同屬綠線的小南門線在2000年通車後，為不影響「淡水－新店」營運模式的正常運作，暫以「西門－中正紀念堂」列車獨立運行於中正紀念堂站與西門站，2013年隨信義線通車後，小南門線延駛至台電大樓站，與新店線直通營運，於2014年11月15日起正式與新店線及松山線合併為松山新店線，同時間捷運公司也在捷運站內標示的「淡水線」與「小南門線」改為松山新店線。
本線另有小碧潭支線自七張站分出，以單線雙向方式行駛（新店線交匯處至七張站除外，該段為免影響新店線，故以雙線雙向行駛），並利用大坪林站與七張站間的袋狀軌調度。
本線於2013年7月31日起採用列車入站廣播提示，僅用於「北投－台電大樓」營運模式，信義線通車後所有列車都開始採用，2014年中「公館－新店區公所」段才開始採用。

## 歷史
- 本线原于台電大樓站與公館站间设有台灣大學站。该站因与相邻两站过近，而于1985年之TTC版本规划中取消设置，并将公館站北移至现址[4][5]。
- 1991年1月：新店線開工。
- 1998年12月24日：「中正紀念堂－古亭」段正式通車啟用（直通淡水線、中和線，列車行駛區間為「淡水－南勢角」）。
- 1999年11月11日：「古亭－新店」段隨新店線全線完工而正式通車啟用，新增營運區間「淡水－新店」。
- 2001年9月17日：納莉颱風侵襲台灣，新店線古亭站至中正紀念堂站淹水，台北捷運所有路線停駛，9月19日起新店線採「新店－古亭」模式行車；而因為行控中心無法運作，營運部分只能降低車速及拉長班距。
- 2001年12月：全線恢復正常營運。
- 2004年9月29日：隨著小碧潭支線正式通車，新增「七張－小碧潭」營運模式，但由於小碧潭站月台只有三節車廂的空間，在3節單組列車正式上路前先以正線列車支援，直到2006年7月22日為止。
- 2012年9月30日：隨東門站通車，原「北投－南勢角」區間取消，改為「北投－台電大樓」營運區間。
- 2013年11月23日：因應信義線完工通車，「北投－台電大樓」營運模式開行最後列車。
- 2013年11月24日：隨信義線通車，原「北投－台電大樓」區間車取消，改為「西門－台電大樓」營運區間。
- 2014年3月30日：由於反服貿遊行的關係，中正紀念堂站與淡水線台大醫院站一度湧入大量人潮，於當日下午2點至2點40分啟動列車過站不停模式，運行於中正紀念堂站的淡水線有八班列車過站不停，已恢復正常營運。[6]
- 2014年4月8日：台北市政府公布松山線通車後的營運模式，松山線將與小南門線、新店線直通運行，營運模式分為「松山－新店」全程車與「松山－台電大樓」區間車。新店線不再與淡水線直通運行，屆時運行15年的「淡水－新店」列車將正式走入歷史。另外，原「西門－台電大樓」小南門線列車也將隨松山線通車後取消，併入綠線直通營運。[7]
- 2014年10月18日：松山線進行系統試運轉，西門站、小南門站回歸原始設計，固定月臺發車方向，到2014年11月14日止。
- 2014年11月9日：台電大樓站往新店方向因袋狀軌號誌異常，所有列車都必須經過袋狀軌才能進入主線，惟「西門－台電大樓」小南門線列車必須實施過站不停，於萬隆站的橫渡線掉頭進入第1月台再開至台電大樓站繼續載客。
- 2014年11月14日：「淡水－新店」營運模式最後一天運行，於凌晨12時於新店站開行最後列車（淡水→新店最後列車：037/038、新店→淡水最後列車：027/028）。
- 2014年11月15日：松山線通車，採原本規劃的營運模式，分別為「松山－新店」全程車與「松山－台電大樓」區間車，新店線正式與小南門線、松山線接軌直通營運。

## 列車運行方式
目前營運模式：
- 「松山－新店」列車：2014年11月15日松山線通車後，新店線已經不再與淡水線直通營運，改經由小南門線與松山線直通營運，此為全程車模式。[7]
- 「松山－台電大樓」列車：由原「西門－台電大樓」從西門站延駛至松山站，為綠線的區間車。23時以後不開行。

## 營運時間與班距
- 營運時間：05:50～01:07
- 平均班距：
  - 平常日（週一至週五）
    - 尖峰時段（07:00～09:00，17:00～19:30）：約4～6分鐘，重疊區間[註 4]約3分鐘。
    - 離峰時段（06:00～07:00，09:00～17:00）：約6～8分鐘。
    - 23:00以後：約12分鐘（僅行駛【松山－新店】模式）。

  - 例假日（週六、週日及國定假日）
    - 06:00～09:00：約8～12分鐘（僅行駛【松山－新店】模式）
    - 09:00～23:00：約6～8分鐘。
    - 23:00以後：約12分鐘（僅行駛【松山－新店】模式）。[8]

## 車站
| 車站編號         | 車站名稱            | 車站名稱 | 交會路線                    | 站體型式 | 所在地   | 所在地        |
| 車站編號         | 中文                | 英文     | 交會路線                    | 站體型式 | 所在地   | 所在地        |
| ---------------- | ------------------- | -------- | --------------------------- | -------- | -------- | ------------- |
| 新店線           |                     |          |                             |          |          |               |
| （上接小南門線） |                     |          |                             |          |          |               |
| G10              | 中正紀念堂 （南門） |          | 淡水信義線 萬大-中和-樹林線 | 地下     | 臺 北 市 | 中正區        |
| G09              | 古亭                |          | 中和新蘆線                  | 地下     | 臺 北 市 | 中正區        |
| G08              | 台電大樓            |          |                             | 地下     | 臺 北 市 | 中正區 大安區 |
| G07              | 公館 （台灣大學）   |          |                             | 地下     | 臺 北 市 | 中正區 大安區 |
| G06              | 萬隆                |          | 文山區                      | 地下     | 臺 北 市 |               |
| G05              | 景美                |          | 文山區                      | 地下     | 臺 北 市 |               |
| G04              | 大坪林              |          | 環狀線                      | 地下     | 新 北 市 | 新店區        |
| G03              | 七張                |          | 小碧潭支線                  | 地下     | 新 北 市 | 新店區        |
| G02              | 新店區公所          |          |                             | 地下     | 新 北 市 | 新店區        |
| G01              | 新店 （碧潭）       |          |                             | 地下     | 新 北 市 | 新店區        |

## 紀念章
本線於2015年2月11日開始採用「車站專屬紀念章戳」，各站的紀念章如下：
- 中正紀念堂站：

以「中正紀念堂主體」為主圖。
- 古亭站：

以紀州庵、師範大學為主題。
- 台電大樓站：

以客家文化主題公園與位於本站與公館站中間的台電大樓為主題。
- 公館站：

以國立台灣大學與自來水博物館為主題。
- 萬隆站：

以台北花木批發市場、景美運動公園與義芳居古厝為主題。
- 景美站：

以當地的仙跡岩與步道上的涼亭為主題。
- 大坪林站：

以本站的共構大樓與劉氏文記堂為主題。
- 七張站：

以本站的共構大樓、農作時代的犁田與鄰近的原野公園為主題。
- 新店區公所站：

以大香山慈音巖與具有楓香大道美稱的中華路為主題。
- 新店站：

以碧潭大橋與天鵝船為主題。
- 小碧潭站：

以本站大廳、月台與遠方的陽光橋為主題。

## 外部連結
- 臺北大眾捷運股份有限公司 （页面存档备份，存于）